# Абамелик
Абамели́к (Абамеле́к) (арм. Աբամելիք, груз. აბამელიქი) — армянский княжеский род на территории Российской империи и Грузии.

## История рода
Представители этого древнего армянского рода переселились в Грузию в 1421 году. В 1800 году, после того как единственная дочь священника Симона (Семёна Огановича) Абамелик Елена (21 мая 1770 года — 20 марта 1836 года) стала 9 января 1800 года женой царевича Давида Георгиевича, тифлисская ветвь рода была возведена грузинским царём в достоинство князей третьей степени. В Российской Империи род был признан в княжеском достоинстве в 1850 году, когда в Высочайше утверждённом 6 декабря 1850 года именном посемейном списке княжеских родов Грузии показаны:
- прапорщик Григорий Яковлевич с женой Натальей и дочерью Кетеван Абамелик;
- прапорщик Михаил, губернский секретарь Луарсаб и Павел Яковлевич Абамелик;
- ротмистр Семён, прапорщик Аким и корнет Артемий Давыдович Абамелик.

Позднее, определением Правительствующего Сената от 1 августа 1856 года и 7 февраля 1857 года утверждены в княжеском достоинстве со внесением в V часть Родословной Книги корнет Павел Александрович и сын его Александр Абамелик.

## Абамелик-Лазаревы
В 1873 году отставному генерал-майору князю С. Д. Абамелику, женатому на дочери Христофора Екимовича Лазарева, в связи с пресечением славного рода Лазаревых высочайше дозволено было принять фамилию покойного тестя его и именоваться впредь, потомственно, князем Абамелик-Лазаревым.
Позднее, определением Правительствующего Сената от 7 декабря 1887 года, утверждён в княжеском достоинстве со внесением в V часть Родословной Книги коллежский секретарь в звании камер-юнкера Семён Семёнович Абамелик-Лазарев.
Род Абамелик и Абамелик-Лазаревых был внесён в V часть родословных книг губернии Московской, Подольской и Тульской.

## Описание герба
Щит разделён на четыре части, в середине малый щиток. В первой золотой части червлёный лев с червлёной короной на голове, держащий в правой лапе червлёный изогнутый меч. Во второй червлёной части накрест серебряный изогнутый меч с золотой рукояткой и золотой скипетр. В третьей лазуревой части на зелёной земле серебряный столб, обвитый виноградными лозами натурального цвета с зелёными листьями. В четвёртой золотой части на зелёной земле чёрный баран (овен) с червлёными глазами и языком. Малый щиток пересечён на золотое и лазуревое поля. В верхней золотой половине чёрное орлиное крыло, в нижней лазуревой — лежащий золотой лев с червлёными глазами и языком (герб Лазаревых).
Над щитом три дворянских коронованных шлема. Нашлемники: среднего — встающий червлёный лев, обращённый вправо, с червлёной короной на голове, держащий в правой лапе червлёный изогнутый меч; правого и левого — три серебряных страусовых пера. Намёты: среднего шлема червлёный, подложенный золотом, крайних — лазуревый, подложенный золотом. Герб украшен червлёной, подбитой горностаем мантией с золотыми кистями и бахромой, увенчан княжеской короной. Герб князей Абамелек-Лазаревых внесён в Часть 15 Общего гербовника дворянских родов Всероссийской империи, стр. 4.

## Родословная князей Абамелик и Абамелик-Лазаревых
| Родословная князей Абамелик |
| --- |
| I колено |
| 1/- Семён Иванович Абамелик (род.1743 ум. не ранее 1797). |
| II колено |
| 2/1 Иван Семёнович (1768—1828, Санкт-Петербург), артиллерии генерал-майор, начальник петербургского и киевского арсеналов. Умер без потомства.                                                                                      |
| 3/1 Захар (Захарий, Лазарь) Семёнович (род. ок. 1770 ум.?), с 1818 надворный советник, в 1818—1824 периодически исправлял губернаторскую должность, владел нераздельно с братьями 724 душами в Балтском повете Подольской губернии. |
| 4/1 Елена Семёновна (в браке — Багратион) (1770—1836). |
| 5/1 Давыд (Давид) Семёнович (1774—1833), генерал-майор. |
| Жена: Марфа Иоакимовна (урожд. Лазарева) (ум. 19 июня 1844). |
| 6/1 Георгий Семёнович, капитан. |
| 7/1 Пётр Семёнович, подполковник. |
| 8/1 Александр Семёнович (младший сын), корнет. |
| Жена: Елизавета Павловна (урожд. Туманова). |
| III колено |
| 9/5 Анна Давыдовна (15 апреля 1814,Санкт-Петербург — 25 ноября 1889, там же), переводчица. |
| Муж: сенатор И. А. Боратынский |
| 10/5 Семён Давыдович (15 октября 1815—25 апреля 1888), служил в лейб-гвардии Гусарском полку вместе с Лермонтовым, впоследствии генерал-майор, художник. С 1873 года — 1-й князь Абамелик-Лазарев.                                  |
| Жена: Елизавета Христофоровна (урожд. Лазарева), дочь Х. Я. Лазарева (1789—1871), государственного деятеля, предпринимателя. |
| 11/5 Екатерина Давыдовна (р. 1817 ум.?) |
| Муж: князь Кугушев |
| 12/5 Иоаким (Аким) Давыдович (1819—1885), отставной поручик. |
| 13/5 Артём (Артемий) Давыдович (1822—1885), гвардии полковник. |
| 14/5 Софья Давыдовна (1822—1889) |
| Муж: ротмистр Зыбин |
| 15/8 Павел Александрович (28 августа 1829, местечко Крутые, Балтского уезда Подольской губ. — 22 июня 1895) Кавалер орденов: св. Станислава 2 ст. с императорской короной.                                                          |
| Жена: Мария Петровна (урожд. Курдиманова), дочь коллежского советника Петра Курдиманова. |
| IV колено |
| 16/10 Семён Семёнович Абамелик-Лазарев (1851 — 19 сентября 1916, Кисловодск) — шталмейстер, предприниматель. |
| Жена: с 1897 Мария Павловна (урожд. Демидова княжна Сан-Донато) (1877—1950), дочь Павла Павловича Демидова князя Сан-Донато |
| 17/15 Александр Павлович (10 августа 1851, местечко Петроверовка, Херсонской губернии — 26 февраля 1923, Ниш, Югославия) штабс-ротмистр.                                                                                            |
| Жена: Анна Ивановна (урожд. Гижицкая), дочь отставного ротмистра Гижицкого. |
| 18/15 Елизавета Павловна (в браке — Иванова-Луцевина) (род.12 января 1854 ум.?) |
| 19/15 Анна Павловна (в браке — Беннетт) (род. 17 апреля 1856 ум.?). |
| 20/15 София Павловна (в браке — Суровцева) (род. 12 марта 1858 ум.?). |
| V колено |
| 21/17 Любовь Александровна (в браке — Еленева). |
| 22/17 Павел Александрович. |
| 23/17 Елена Александровна. |